# Паоло Карозі
Паоло Карозі (італ. Paolo Carosi; 8 квітня 1938, Тіволі — 15 березня 2010, Рим) — італійський футболіст, що грав на позиції півзахисника. По завершенні ігрової кар'єри — тренер.
Найбільш відомий за виступами у «Лаціо», яке згодом очолював і як тренер.

## Ігрова кар'єра
Народився 8 квітня 1938 року в місті Тіволі і розпочав займатись футболом у однойменній місцевій команді, а 1957 року став гравцем першої команди.
1958 року перейшов у «Лаціо», за яке дебютував 6 січня 1959 року у матчі Кубка Італії проти «Варезе» (3:0). Дебютував у Серії А 19 квітня 1959 року в домашній грі проти «Алессандрії» (2:0), але перші два сезони був запасним гравцем і отримав стабільне місце в першій команді лише у сезоні 1960/61, який збігся з роком першого вильоту «орлів» до Серії В. У сезоні 1962/63 на правах оренди грав за «Удінезе», а «Лаціо» без Карозі зуміло повернутись в еліту. Після цього Паоло провів у складі римського клубу ще п'ять сезонів, чотири у Серії А і останній, 1967/68, у Серії В. 3 березня 1968 року провів останню гру за «Лаціо» в 26 турі Серії В проти «Катаньї» (0:0), зігравши загалом за клуб 197 матчів (176 в чемспіонаті, 19 у Кубку Італії та 2 в Кубку Альп), забивши 3 голи (все в чемпіонаті).
Протягом сезону 1968/69 років захищав кольори команди Серії В «Катанія», а завершив професійну ігрову кар'єру у клубі «Л'Аквіла», за команду якого виступав протягом 1969—1970 років у Серії D.

## Кар'єра тренера
Невдовзі по завершенні кар'єри гравця Карозі повернувся до «Лаціо», де працював тренером юнацької, а потім і молодіжної команд, ставши молодіжним чемпіоном Італії у сезоні 1975/76 років. У цій команді під проводом Паоло розкрились такі майбутні зірки клубу як Бруно Джордано, Андреа Агостінеллі, Ліонелло Манфредонія та інші.
Після проходження тренерських курсів у Коверчано, Паоло Карозі 1977 року став головним тренером команди «Авелліно» і у першому ж сезоні 1977/78 вивів команду з Авелліно у Серію А. Тим не менш в елітному італійському дивізіоні у статусі тренера дебютував у «Фіорентина», куди перейшов влітку 1978 року. Протягом двох сезонів він ставав з командою шостим, а під час третього сезону у січні 1981 року був звільнений під тиском ультрас через невдалі результати.
У сезоні 1981/82 очолював клуб Серії А «Кальярі», посівши з клубом 12 місце, а потім з листопада 1982 по березень 1983 року був тренером «Болоньї» у Серії В, провівши лише 13 матчів, після чого був звільнений, а команді вже без Карозі вилетіла до третього дивізіону.
У грудні 1983 року був запрошений Джорджо Кінальєю, що тоді був власником «Лаціо», очолити римську команду. «Орли» на той момент були на грані вильоту, але Карозі зумів закінчити з командою сезон на 13 місці, обійшовши «Дженоа», що вилетіло до другого дивізіону, лише за кращою різницею очних зустрічей. 23 вересня 1984 року Карозі був звільнений після розгромною поразки 0:5 в другому турі чемпіонату проти «Удінезе».
Останнім місцем тренерської роботи був клуб «Монца», головним тренером команди якого Паоло Карозі був протягом 1986 року, але не врятував команду від вильоту в Серію С1.
Помер 15 березня 2010 року на 72-му році життя у місті Рим.

## Титули і досягнення
- Володар Кубка Італії (1):

«Лаціо»: 1958